# أورزولا رادفانسكا
أورزولا رادفانسكا (بالبولندية: Urszula Radwańska) مواليد 7 ديسمبر 1990 في آهاوس، ألمانيا، هي لاعبة كرة مضرب بولندية بدأت مسيرتها كمحترفة سنة 2005 تلعب باليد اليمنى وتحتل حالياً المرتبة 113 (8 فبراير 2016) في تصنيف رابطة محترفات كرة المضرب. هي إحدى بطلات الجراند سلام. شاركت في دورة الألعاب الأولمبية الصيفية.
هي الشقيقة الصغرى أنيشكا رادفانسكا.

## الخط الزمني للزوجي
مفتاح
| ف | ن | ن.ن | ر.ن | د# | د.م | ل | أ.أ | ت | غ | ب | ف | ذ | م.خ | ل.ت |

(ف) فاز بالبطولة (ن) وصل النهائي (ن.ن) نصف النهائي (ر.ن) ربع النهائي (د#) الأدوار الأربعة الأولى (د.م) دور المجموعات (ل) شارك في كأس ديفيز (أ.أ) خرج من الأدوار الاولى (ت) خسر التصفيات التأهيلية (غ) غاب عن الحدث أو البطولة (ب) حصل على ميدالية برونزية (ف) حصل على ميدالية فضية (ذ) حصل على ميدالية ذهبية (م.خ) بطولة الماسترز خُفضت إلى مرتبة أقل (ل.ت) البطولة لم تعقد في السنة المعينة.
لتجنب الارتباك وازدواجية الحساب، يتم تحديث هذه المعلومات إما في نهاية البطولة، أو عندما تكون مشاركة اللاعب في البطولة قد انتهت.
| دورات الجراند سلام            |     |     |     |     |     |     |  |       |
| بطولة أستراليا المفتوحة للتنس | غ   | د2  | د1  | غ   | د2  | د2  |  | 3–4   |
| دورة رولان غاروس الدولية      | د1  | ر.ن | غ   | غ   | د1  | د1  |  | 3–4   |
| بطولة ويمبلدون                | غ   | د1  | غ   | د2  | د3  | د3  |  | 5–4   |
| أمريكا المفتوحة               | د1  | د1  | د1  | غ   | غ   |     |  | 0–3   |
| فوز-خسارة                     | 0–2 | 4–4 | 0–2 | 1–1 | 3–3 | 3–3 |  | 11–15 |

## وصلات خارجية
- أورزولا رادفانسكا على موقع رابطة محترفات التنس (الإنجليزية)
- أورزولا رادفانسكا على موقع الاتحاد الدولي لكرة المضرب (الإنجليزية)
- أورزولا رادفانسكا على موقع كأس بيلي جين كينغ (الإنجليزية)
- أورزولا رادفانسكا على موقع خلاصة التنس.كوم (الإنجليزية)
- أورزولا رادفانسكا على موقع أوليمبيديا (الإنجليزية)
- الموقع الرسمي